# Wereldvoedselprogramma
Het Wereldvoedselprogramma (World Food Programme, WFP) is een onderdeel van de Verenigde Naties dat voedsel verstrekt aan vluchtelingen, bij langdurige ontwikkelingsprojecten in de derde wereld en wanneer mensen door natuurlijke of menselijke catastrofes zonder voedsel komen te zitten. Hierbij wordt samengewerkt met andere (zuster)organisaties, zoals de Voedsel- en Landbouworganisatie en het Internationaal Fonds voor Landbouwontwikkeling. Het werd opgericht in 1961 en het hoofdkwartier van de organisatie bevindt zich in Rome.
Het WFP probeert de doelstelling op vijf manieren te bereiken:
- Het redden van levens en het beschermen van have en goed, in tijden van nood
- Voorbereiding op mogelijke rampen
- Hulp bij herstel en wederopbouw na rampen
- Het verminderen van honger en ondervoeding in de wereld
- Het vergroten van de plaatselijke capaciteit om honger en ondervoeding te bestrijden

Voedselhulp bij ontwikkelingsprojecten beslaat anno 2012 pakweg 53 procent van al het voedsel dat door de WFP verstrekt wordt, vanwege de toename van het aantal noodsituaties en het aantal vluchtelingen. In 2019 werden 97 miljoen mensen in 88 landen gevoed met 4,2 miljoen ton voedsel.
In 2003 werd het Voedselprogramma en met name de Amerikaanse afdeling bekritiseerd door de overheid van Zambia die beweerde dat het verstrekte voedsel gebruikt wordt om wereldwijd genetisch gemodificeerde organismen te dumpen waarvoor in het land van productie geen markt is.

## Executive Board
De organisatie wordt sinds 1996 bestuurd door Executive Board, bestaand uit 36 lidstaten van de Verenigde Naties of de Voedsel- en Landbouworganisatie (FAO). De afgezanten van deze landen komen vier keer per jaar samen, waarbij het beleid voor verstrekking van voedsel op korte en lange termijn wordt vastgesteld. De dagelijkse leiding berust bij een uitvoerend directeur, die wordt benoemd in overleg door de Secretaris-generaal van de Verenigde Naties en de directeur-generaal van de FAO voor een vast termijn van vijf jaar. Sinds 2017 wordt deze functie bekleed door David Beasley.
Overzicht van de voorzitters van WFP 
|    | Naam                      | Land                      | Start         | Einde          |
| -- | ------------------------- | ------------------------- | ------------- | -------------- |
| 1  | Addeke Hendrik Boerma     | Vlag van Nederland        | mei 1962      | december 1967  |
| 2  | Sushil K. Dev             | Vlag van India            | januari 1968  | augustus 1968  |
| 3  | Franciso Aquino           | Vlag van El Salvador      | juli 1968     | mei 1976       |
| 4  | Thomas C. M. Robinson     | Vlag van Verenigde Staten | mei 1976      | september 1977 |
| 5  | Garson N. Vogel           | Vlag van Canada           | oktober 1977  | april 1981     |
| 6  | Bernardo de Azevedo Brito | Vlag van Brazilië         | mei 1981      | februari 1982  |
| 7  | Juan Felipe Yriart        | Vlag van Uruguay          | februari 1982 | april 1982     |
| 8  | James Ingram              | Vlag van Verenigde Staten | april 1982    | april 1992     |
| 9  | Catherine Bertini         | Vlag van Verenigde Staten | april 1992    | april 2002     |
| 10 | James T. Morris           | Vlag van Verenigde Staten | april 2002    | april 2007     |
| 11 | Josette Sheeran           | Vlag van Verenigde Staten | april 2007    | april 2012     |
| 12 | Ertharin Cousin           | Vlag van Verenigde Staten | april 2012    | april 2017     |
| 13 | David Beasley             | Vlag van Verenigde Staten | april 2017    |                |

## Onderscheidingen
In 2020 ontving het Wereldvoedselprogramma de Nobelprijs voor de Vrede met als reden: "Voor hun inspanningen om honger te bestrijden, voor hun bijdrage tot het verbeteren van de vredescondities in conflictueuze gebieden en voor het handelen als drijvende kracht in de inspanningen om het gebruik van honger als een wapen in oorlog en conflict te voorkomen".